# 勉勋公祠
勉勋公祠，位于中国广东省揭阳市市区磐东镇，为揭阳市的一个市、县级文物保护单位，类型为古建筑，公布时间为1993年。
勉勋公祠的历史年代为清代。